# Фаук (Арканзас)
Фаук (англ. Fouke) — місто (англ. city) в США, в окрузі Міллер штату Арканзас. Населення — 808 осіб (2020).

## Географія
Фаук розташований на висоті 95 метрів над рівнем моря за координатами 33°15′40″ пн. ш. 93°53′11″ зх. д. / 33.26111° пн. ш. 93.88639° зх. д. (33.261141, -93.886433).  За даними Бюро перепису населення США в 2010 році місто мало площу 2,68 км², уся площа — суходіл.

## Демографія
Згідно з переписом 2010 року, у місті мешкало 859 осіб у 311 домогосподарстві у складі 231 родини. Густота населення становила 321 особа/км².  Було 356 помешкань (133/км²). 
Расовий склад населення:
| - 96,5 % — білих - 1,7 % — корінних американців - 0,1 % — чорних або афроамериканців |

До двох чи більше рас належало 1,2 %. Іспаномовні складали 1,6 % від усіх жителів.
За віковим діапазоном населення розподілялося таким чином: 32,7 % — особи молодші 18 років, 57,2 % — особи у віці 18—64 років, 10,1 % — особи у віці 65 років та старші. Медіана віку мешканця становила 31,3 року. На 100 осіб жіночої статі у місті припадало 103,6 чоловіків;  на 100 жінок у віці від 18 років та старших — 95,9 чоловіків також старших 18 років.
Середній дохід на одне домашнє господарство  становив 43 252 долари США (медіана — 28 571), а середній дохід на одну сім'ю — 53 493 долари (медіана — 40 288). Медіана доходів становила 34 250 доларів для чоловіків та 22 386 доларів для жінок. За межею бідності перебувало 24,8 % осіб, у тому числі 24,4 % дітей у віці до 18 років та 16,3 % осіб у віці 65 років та старших.
Цивільне працевлаштоване населення становило 293 особи. Основні галузі зайнятості: освіта, охорона здоров'я та соціальна допомога — 26,3 %, виробництво — 13,3 %, роздрібна торгівля — 12,6 %.
За даними перепису населення 2000 року в Фауку проживало 814 осіб, 220 сімей, налічувалося 291 домашнє господарство і 336 житлових будинків. Середня густота населення становила близько 301,5 осіб на один квадратний кілометр. Расовий склад Фаука за даними перепису розподілився таким чином: 95,45 % білих, 0,25 % — чорних або афроамериканців, 2,46 % — корінних американців, 1,23 % — представників змішаних рас, 0,61 % — інших народів. Іспаномовні склали 1,72 % від усіх жителів міста.
З 291 домашніх господарств в 47,4 % — виховували дітей віком до 18 років, 57,7 % представляли собою подружні пари, які спільно проживали, в 13,4 % сімей жінки проживали без чоловіків, 24,1 % не мали сімей. 21,3 % від загального числа сімей на момент перепису жили самостійно, при цьому 10,3 % склали самотні літні люди у віці 65 років та старше. Середній розмір домашнього господарства склав 2,80 особи, а середній розмір родини — 3,26 особи.
Населення міста за віковим діапазоном за даними перепису 2000 року розподілилося таким чином: 33,8 % — жителі молодше 18 років, 11,8 % — між 18 і 24 роками, 28,5 % — від 25 до 44 років, 16,7 % — від 45 до 64 років і 9,2 % — у віці 65 років та старше. Середній вік мешканця склав 27 років. На кожні 100 жінок в Фауку припадало 95,2 чоловіків, у віці від 18 років та старше — 91,8 чоловіків також старше 18 років.
Середній дохід на одне домашнє господарство в місті склав 25 192 долара США, а середній дохід на одну сім'ю — 35 089 доларів. При цьому чоловіки мали середній дохід в 26 938 доларів США на рік проти 20 375 доларів середньорічного доходу у жінок. Дохід на душу населення в місті склав 11 075 доларів на рік. 18,0 % від усього числа сімей в населеному пункті і 17,5 % від усієї чисельності населення перебувало на момент перепису населення за межею бідності, при цьому 17,4 % з них були молодші 18 років і 26,7 % — у віці 65 років та старше.